# Ganymede (mitologie)

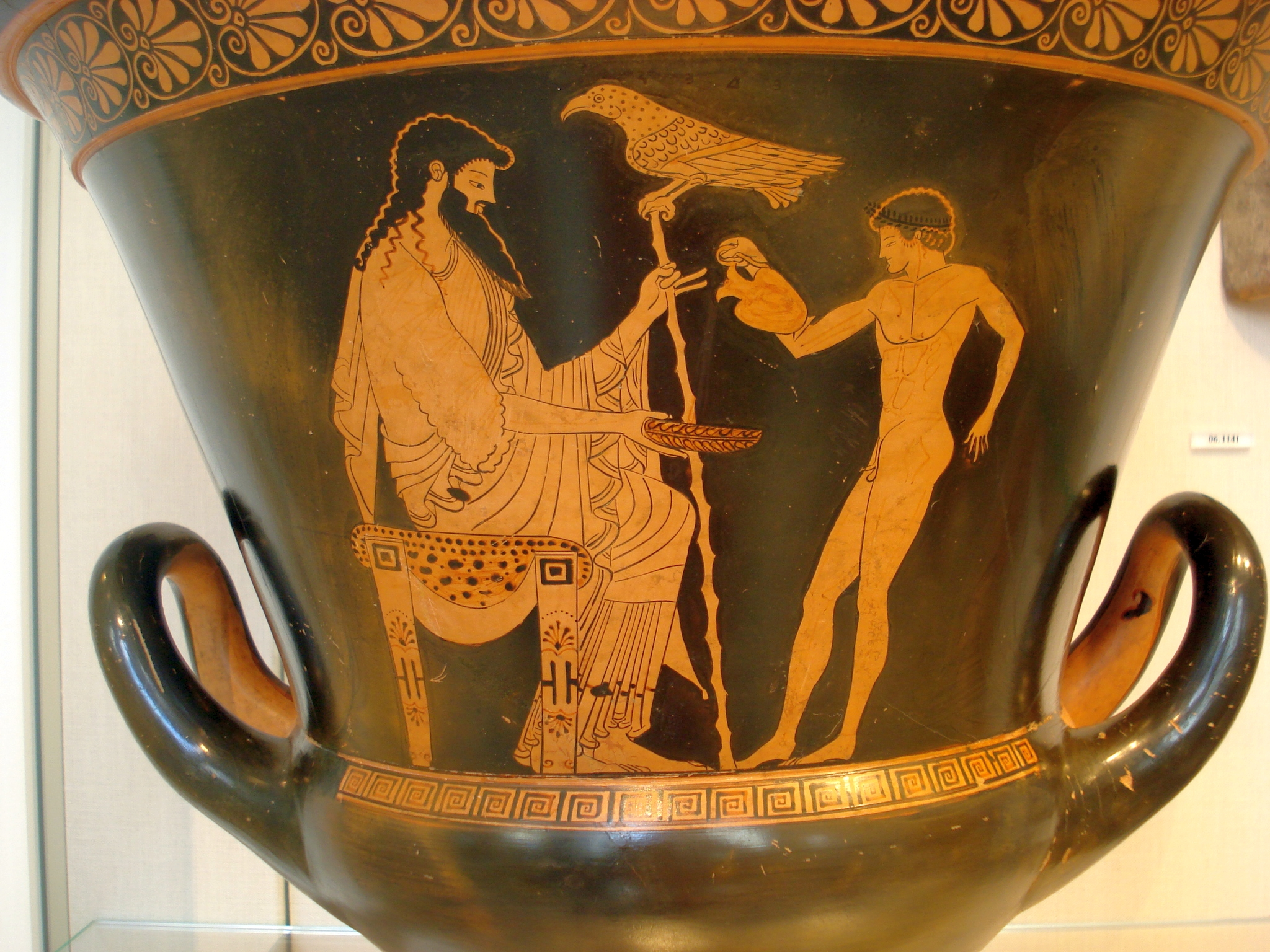
Ganymede turnându-i lui Zeus pentru o libație (ceramică din Attica, c. 490–480 î.Hr.)

Ganymede (în greaca veche: Γανυμήδης, Ganymēdēs) este un semizeu din mitologia greacă. Era fiul regelui Tros⁠(en)[traduceți] din Dardania (de la care provine denumirea cetății legendare Troia) și al reginei Callirrhoe. Frații lui erau Ilus⁠(en)[traduceți] și Assaracus⁠(en)[traduceți].
Ganymede (descris de Homer ca fiind „cel mai frumos dintre muritori”) a fost răpit de Zeus, care luase înfățișarea unui vultur, și dus în Olimp, devenind astfel nemuritor. Acolo, printre altele, a devenit paharnicul zeilor olimpieni, alături de Hebe, turnându-le acestora în cupe ambrozie și nectarul divin.
Mitul lui Ganymede a fost un model pentru obiceiul pederastiei, o relație erotică acceptată tacit în societatea greacă antică. Totuși, potrivit lui Platon, Socrate nega faptul că tânărul chipeș ar fi fost iubitul carnal al tatălui zeilor, propunând în schimb o interpretare spirituală: lui Zeus i-ar fi plăcut doar mintea și sufletul băiatului, nu corpul acestuia. Platon justifica aspectul pederastic al acestui mit atribuindu-i o origine cretană și plasând răpirea lui Ganymede pe Muntele Ida⁠(en)[traduceți]. Teoria lui era o critică a obiceiurilor cretanilor, acuzându-i pe aceștia că au inventat mitul lui Zeus și Ganymede pentru a justifica comportamentul lor.
Un corp ceresc, satelit al planetei Jupiter, a primit numele lui Ganymede; este cel mai mare satelit din Sistemul solar. A fost descoperit la  7 ianuarie 1610 de Galileo Galilei, care l-a observat prin luneta astronomică inventată de el.

## Reflectare în artele plastice
Mitul lui Ganymede a fost adesea sursă de inspirație pentru artiști, atât în antichitate cât și în perioada renașterii. Printre cele mai remarcabile picturi și sculpturi inspirate de acest mit se numără cele realizate de Michelangelo, Benvenuto Cellini, Correggio, Rembrandt, Rubens etc.

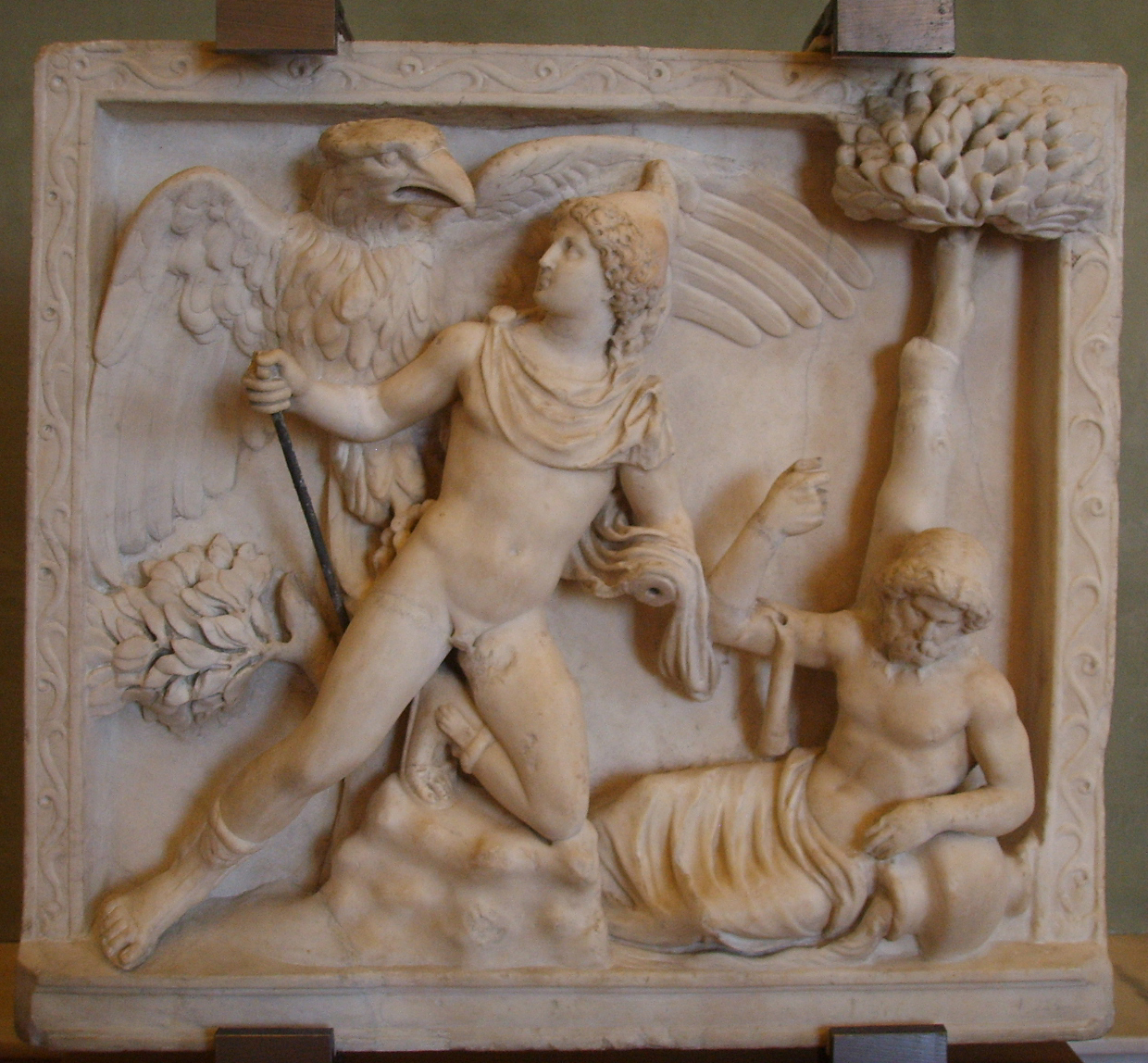
Basorelief roman: Zeus sub formă de vultur și Ganymede
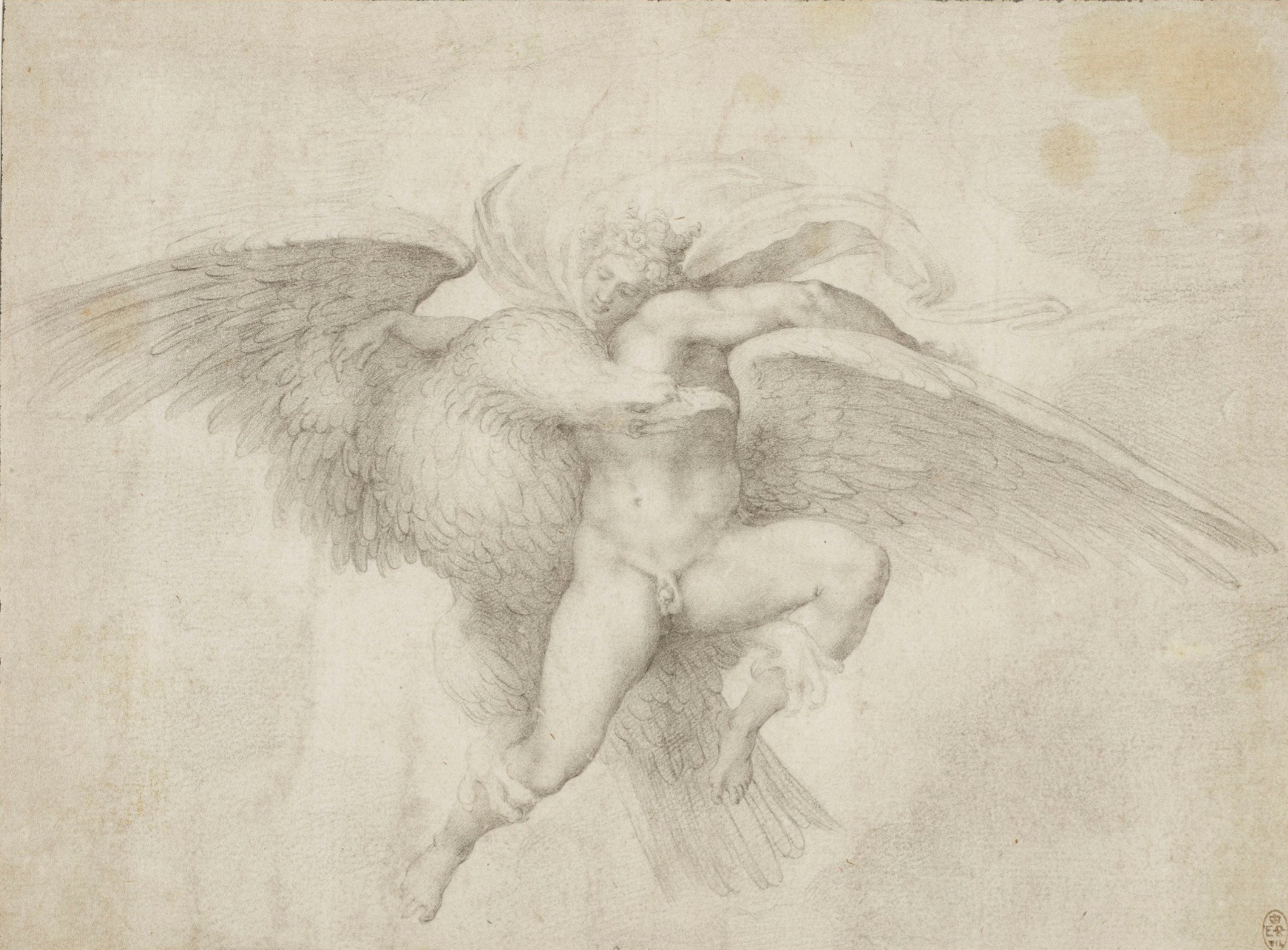
Michelangelo: Ganymede, desen în creion (1532)
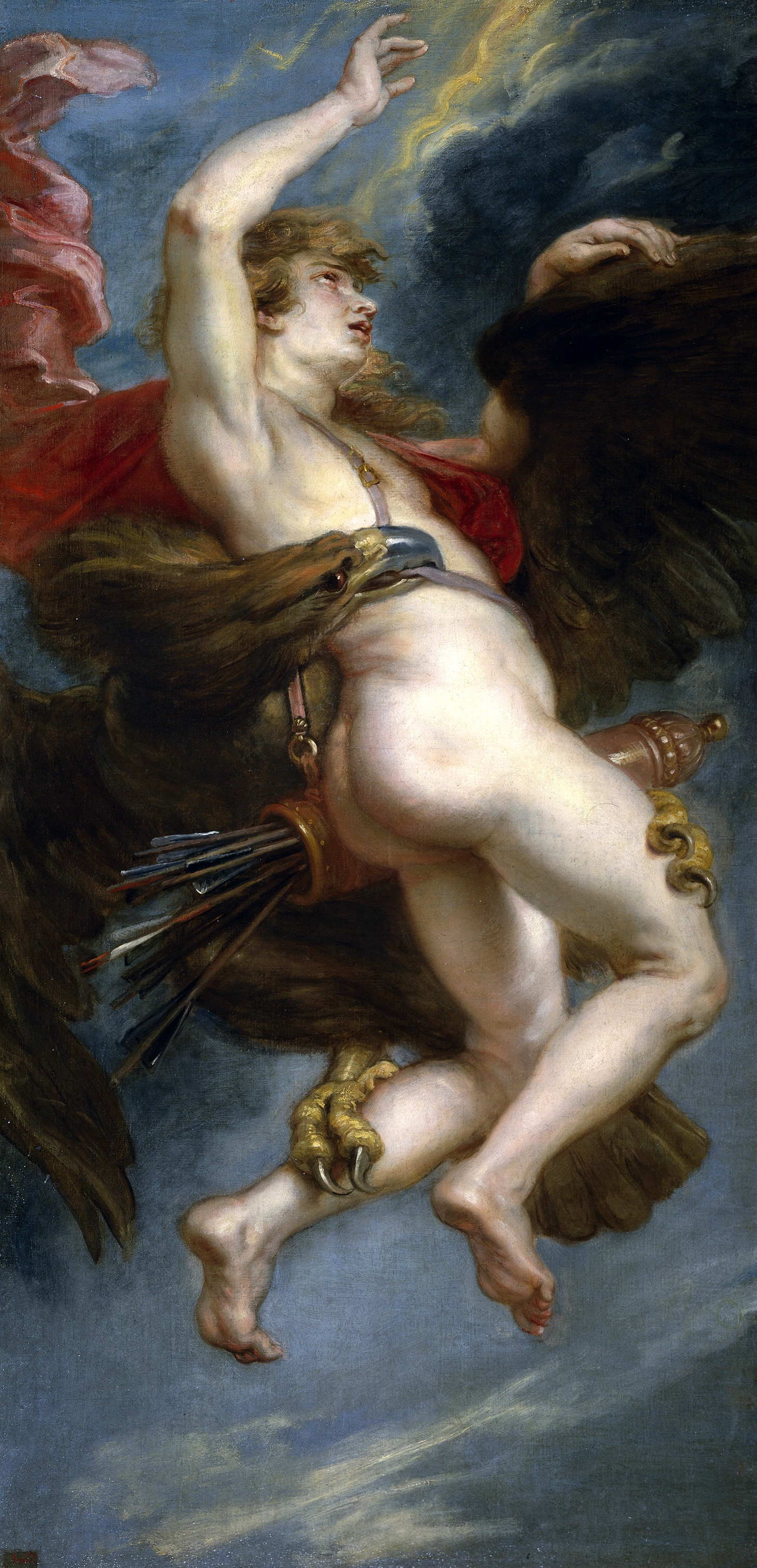
Rubens: Răpirea lui Ganymede, (1611)
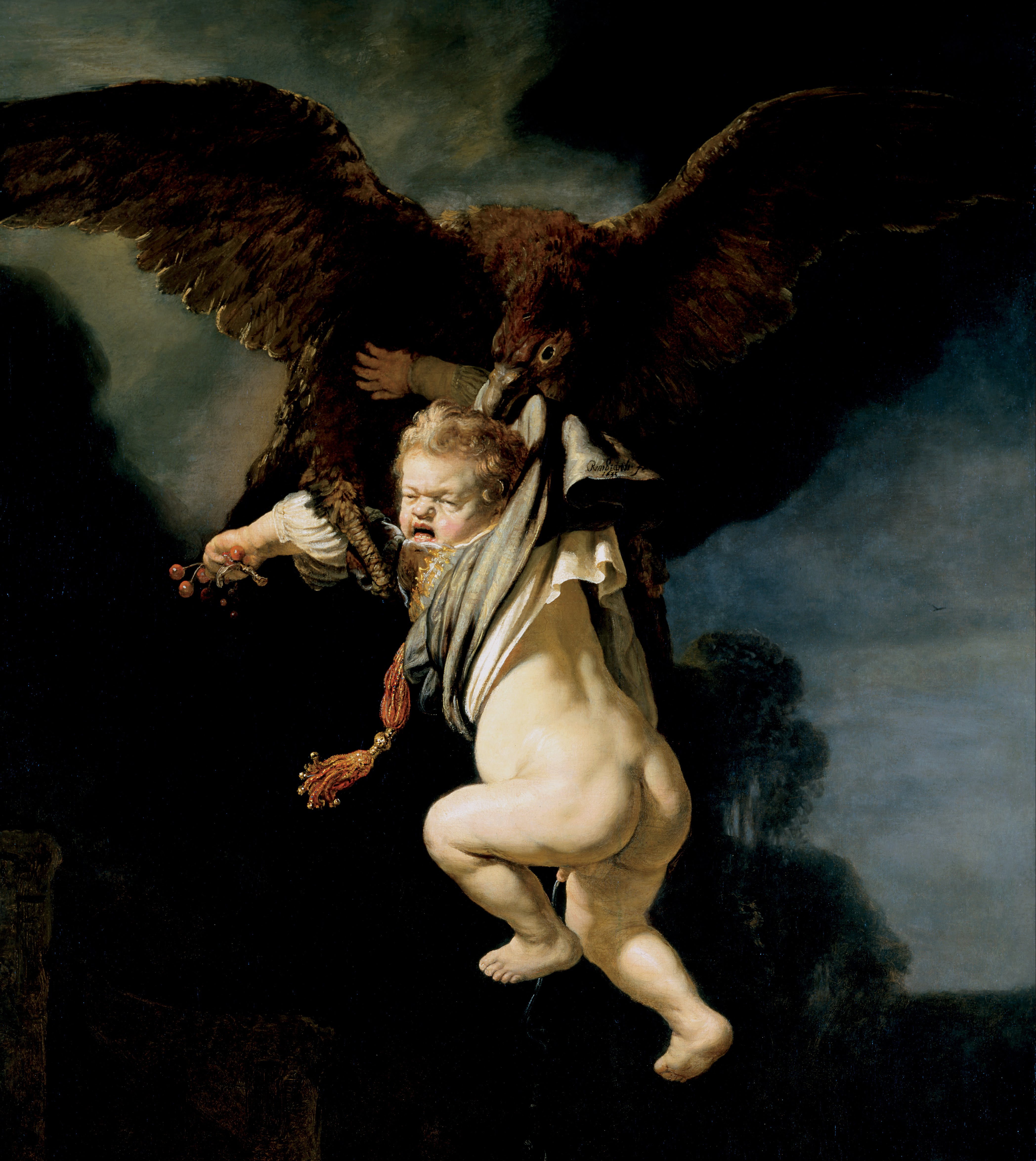
Rembrandt: Răpirea lui Ganymede, (1635)
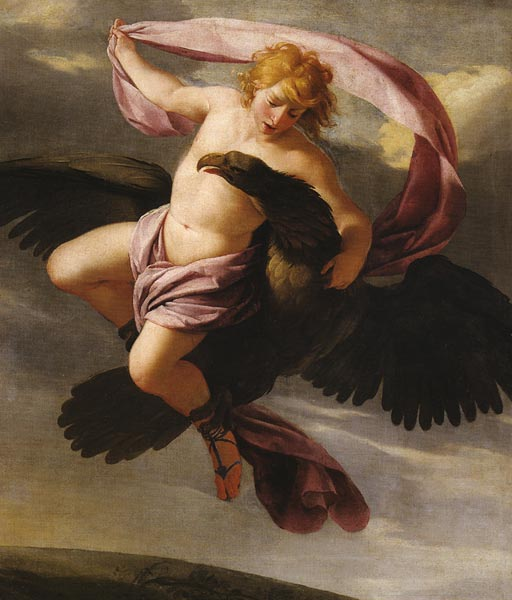
Eustache Le Sueur: Răpirea lui Ganymede, (1650)
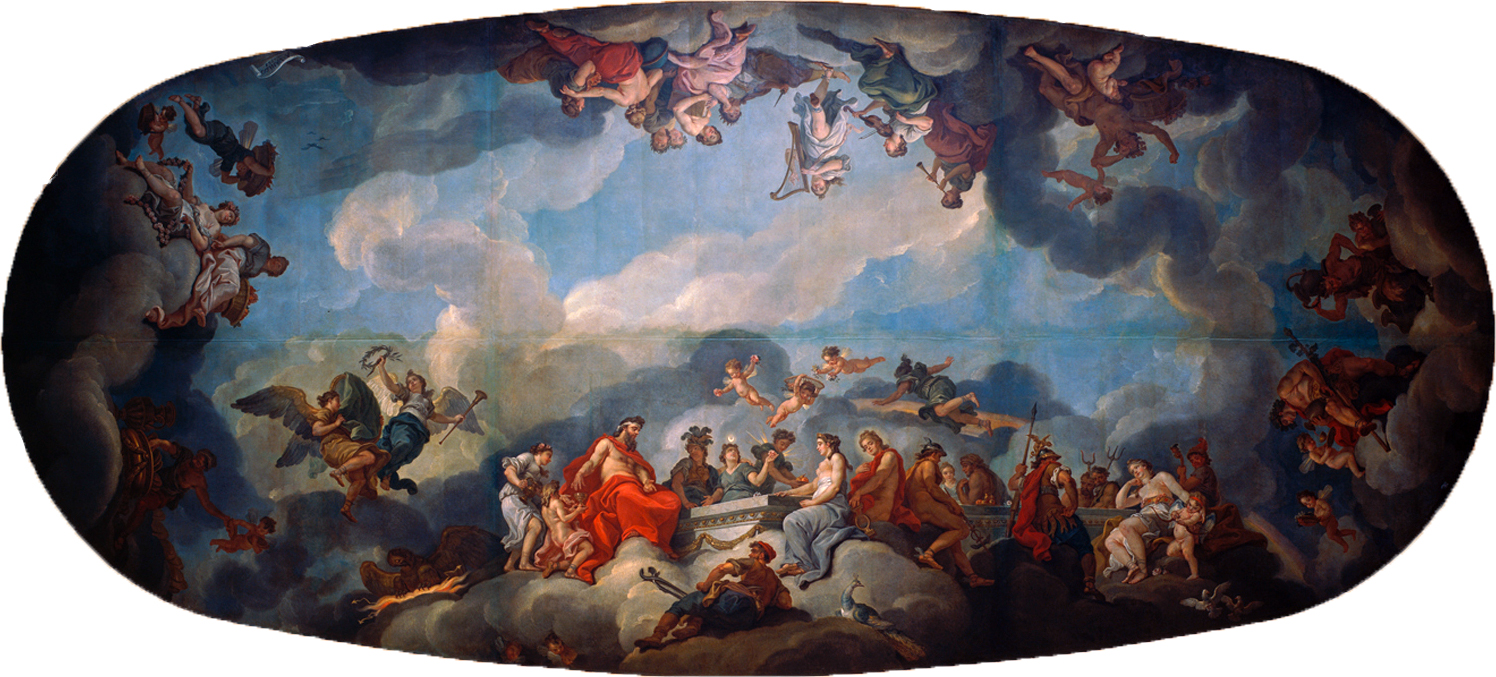
Charles-Amédée-Philippe van Loo: Primirea lui Ganymede în Olimp (1768)
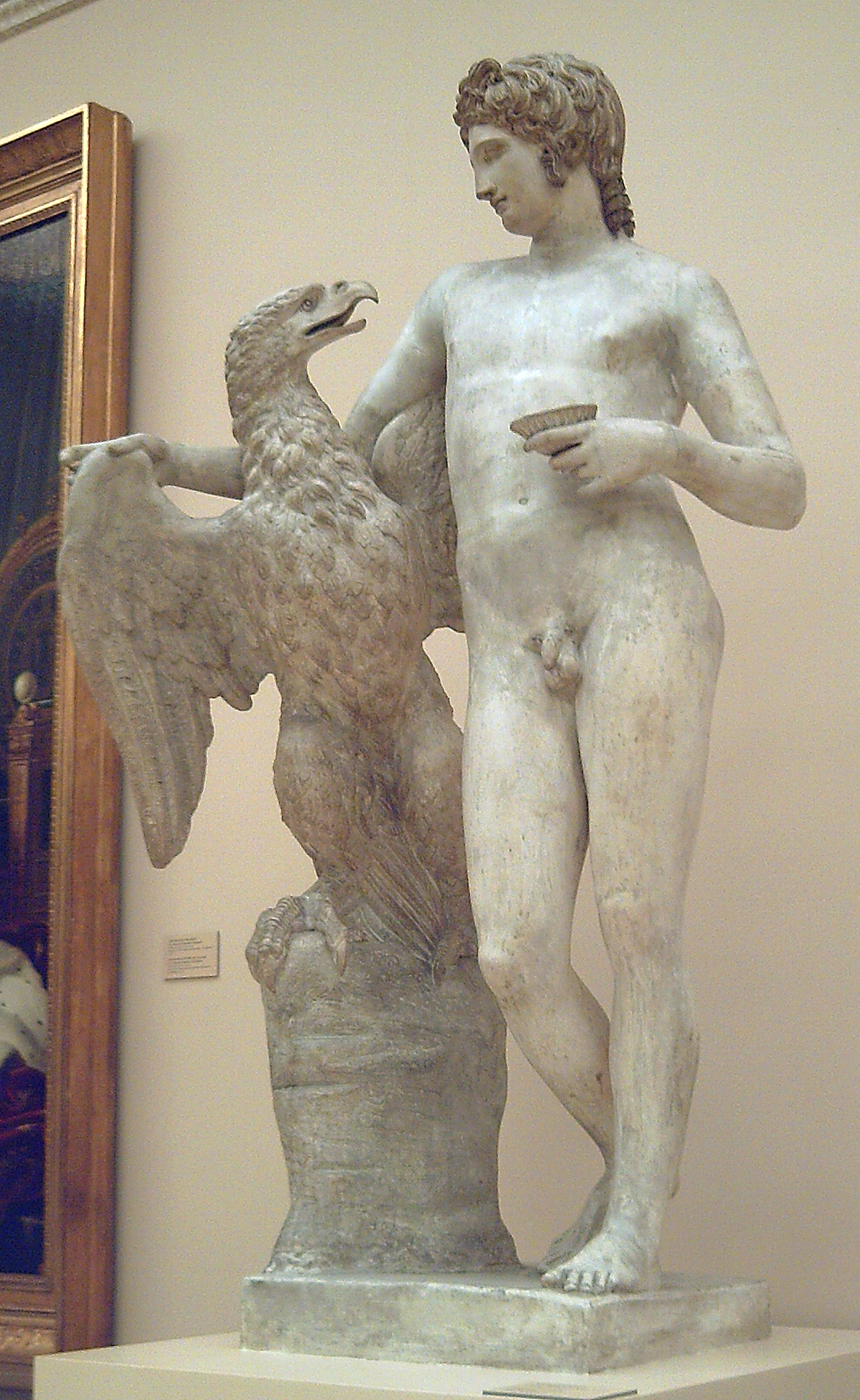
Ganymede, sculptură de José Álvarez Cubero (1804)